# ふぁん
『ふぁん』は、2020年10月28日にBATTEN Recordsから発売されたばってん少女隊のアルバム。有線放送お問合せランキング1位を獲得したリード曲「OiSa」などを収録している。
ばってん少女隊のシングルとアルバムについても記載する。

## 概要
ばってん少女隊が2020年10月28日にリリースしたアルバム。自主レーベル・BATTEN Recordsを設立 してから初のアルバムとなる。グループ結成からは通算3枚目のアルバム。
アルバムタイトル「ふぁん」には「コロナ禍で“不安”を抱えている人の気持ちを自分たちの音楽で“FUN（楽しみ）”に変えていけるように」という思いが込められている。

## 収録曲
収録曲は全12曲。（ばってん少女隊：希山愛、上田理子、春乃きいな、瀬田さくら、星野蒼良）
| #   | タイトル                     | 作詞           | 作曲           |
| --- | ---------------------------- | -------------- | -------------- |
| 1.  | 「ふぁんtasy」               |                | 久下真音       |
| 2.  | 「スウィンギタイ」           | AKIRASTAR      | AKIRASTAR      |
| 3.  | 「MILLION SUMMERS」          | 小野武正       | 小野武正       |
| 4.  | 「OTOMEdeshite」             | 久下真音       | 久下真音       |
| 5.  | 「でぃすたんす」             | 久下真音       | 久下真音       |
| 6.  | 「OiSa」                     | 渡邊忍         | 渡邊忍         |
| 7.  | 「Dancer in the night」      | KAKUWA         | KAKUWA         |
| 8.  | 「ジャン！ジャン！ジャン！」 | フジノタカフミ | フジノタカフミ |
| 9.  | 「ありがとーと」             | ヤマモトショウ | Yocke          |
| 10. | 「Dear My Blues」            | ANDW           | ANDW           |
| 11. | 「Just mean it!」            | 久下真音       | 久下真音       |
| 12. | 「Over」                     | 金子麻友美     | 金子麻友美     |

| #  | タイトル  | 作詞   | 作曲   | 編曲 |
| -- | --------- | ------ | ------ | ---- |
| 1. | 「Happy」 | KAKUWA | KAKUWA |      |

### ふぁんtasy
- 作曲：久下真音

### スウィンギタイ
- 作詞・作曲：AKIRASTAR
- 英語のスペルで書くとSwingin Timeとなる

### MILLION SUMMERS
- 作詞・作曲：小野武正（KEYTALK）
- 2020年7月22日に配信シングルとしてBATTEN Recordsから5曲目にリリースした楽曲。
- トロピカルダンスをテーマに、「よかよかダンス」「BDM」に続くアッパーダンスチューン[3]。

### OTOMEdeshite
- 作詞・作曲：久下真音

### でぃすたんす
- 作詞・作曲：久下真音
- 2020年7月1日に配信シングルとしてBATTEN Recordsから2曲目にリリースした楽曲。
- ばっしょー流のソウル・ファンク[3]。

### OiSa
- アルバムリード曲。作詞・作曲：渡邊忍
- 2021年4月度 有線放送お問合せランキング 第1位[4]。2021 年間 USEN HIT J-POPランキング 13位[5]。
- タイトル「OiSa（おいさ）」の由来は博多山笠の掛け声。初めの掛け声「おっしょい！」が、だんだんスピードが上がっていくと「おいさ！」に変わっていくことから。「おっしょい!」は2016年4月20日にリリースしたメジャーデビューシングルのタイトルであり掛けている[6]。
- 2020年10月28日にミュージックビデオ[7] を公開した[8]。監督：KASICO。協力：にわかせんぺい本舗 東雲堂、古民家ギャラリー脇山の家（福岡市早良区）、福智町立 ふれあい塾、田川市伊田商店街、若八幡宮（福岡市博多区）。
- BATTEN Recordsと映像プロダクションkoe Inc.（映像監督のKASICOが所属）による共同企画として「OiSaクリエイターズコンペ」[9] を実施、2020年12月24日に結果を発表した[10]。
- 2021年3月24日にキヤノンの実写立体動画撮影技術（Volumetric video：ボリュメトリック撮影技術）を使用したミュージックビデオ[11] を公開した[12][13][14]。2021年8月5日付の日経産業新聞にも掲載[15]。
- 2021年4月24日、楽曲をプロデュースした渡邊忍と、ばってん少女隊の音楽ディレクター杉本陽里子との制作談話動画[16] を公開した。
- 2021年6月13日、福岡PayPayドームで開催される福岡ソフトバンクホークスの試合にて、楽曲「OiSa」に合わせてPepper100体とばってん少女隊がダンスを披露[17][18]。
- 2021年12月、新体制で再収録した『OiSa -2021 ver.-』をリリースした。

### Dancer in the night
- 作詞・作曲：KAKUWA
- 2020年7月15日に配信シングルとしてBATTEN Recordsから4曲目にリリースした楽曲。
- 中毒性のあるメロディと少し大人な世界観で手の届かない「ダンサー」の存在を描いたシティポップ[3]。

### ジャン！ジャン！ジャン！
- 作詞・作曲：フジノタカフミ

### ありがとーと
- 作詞：ヤマモトショウ、作曲：Yocke
- 2020年6月21日に配信シングルとしてBATTEN Recordsから初めてリリースした楽曲。
- 同日に配信した「結成5周年!!!Specialオンラインライブ」にて初披露[19]。
- 5周年を迎え、ファンや支えてくれている人たちへの感謝の想いを込めたスカコア楽曲[3]。

### Dear My Blues
- 作詞・作曲：ANDW

### Just mean it!
- 作詞・作曲：久下真音
- 2021年2月1日にミュージックビデオ[20] を公開。ビリーズブートキャンプで知られるビリー隊長ことビリー・ブランクスとリモートで共演した[21]。

### Over
- 作詞・作曲：金子麻友美
- 2020年7月8日に配信シングルとしてBATTEN Recordsから3曲目にリリースした楽曲。
- 音の重なり、人と人のつながりをテーマにしたアコースティックバラード[3]。

### Happy
- 作詞・作曲：KAKUWA
- ダウンロードカード付き豪華動画盤・ごいっしょ盤のCDにのみボーナストラックとして収録されている。
- 2020年10月13日にミュージックビデオ[22] を公開した。構成・映像選定からカット割りまでメンバーの星野蒼良が監督を手掛けた作品である[23]。

## 販売形態
| 形態                              | 規格 カタログ番号                                    | 収録内容 |
| --------------------------------- | ---------------------------------------------------- | --- |
| 通常盤                            | CD BTRC-1001                                         | CDのみ |
| ダウンロードカード付き豪華動画盤  | CD ブックレット ダウンロードカード BTRC-1002         | 通常盤と同じ12曲にボーナストラック「Happy」（全員歌唱ver.）を収録したCDに、豪華仕様ブックレット、映像特典Mカードが付属。 映像特典：「JUPITER BATTEN GIRLS LIVE 2020 SUMMER」密着ドキュメント / 夜の城島高原パークドキュメント / 城島高原パークで遊ぶVlog / 「Happy」MV（by星野蒼良）                                                    |
| ごいっしょ盤（メンバーごとに5種） | CD ブックレット ダウンロードカード BTRC-10031〜10035 | 通常盤と同じ12曲にボーナストラック「Happy」（各メンバー ソロver.）を収録したCDに、メンバーこだわりブックレット、映像特典MカードMカードが付属 映像特典：メンバーごとの特別企画映像 / 「JUPITER BATTEN GIRLS LIVE 2020 SUMMER」ドキュメント ディレクターズカット（各メンバーフォーカス） / 各メンバーコメント / 「Happy」MV（by星野蒼良） |
| スペシャルグッズ盤                | CD アクリルキーホルダー                              | 通常盤CDに、各メンバーのアクリルキーホルダーが付属する |

## シングル
小目次: ばってん少女。 - おっしょい! - よかよかダンス - すぺしゃるでい - MEGRRY GO ROUND - 無敵のビーナス - BDM - ばりかたプライド - FREEな波に乗って - わたし、恋始めたってよ！ - OiSa -2021 ver.- - YOIMIYA - 虹ノ湊 - あんたがたどこさ〜甘口しょうゆ仕立て〜 - ヒナタベル - ureshiino - トライじん - 進め！乙女は止まらない
シングルCDを、インディーズレーベル（STARDUST RECORDS）から1枚、メジャーレーベル（Colourful Records）から6枚リリースしている。

### インディーズ1stシングル『ばってん少女。』
『ばってん少女。』（ばってん しょうじょ）は、2015年9月30日にSTARDUST RECORDSから発売されたばってん少女隊のインディーズ1stシングル。オリコン・ウィークリーランキング19位。
（ばってん少女隊：希山愛、上田理子、春乃きいな、瀬田さくら、西垣有彩、星野蒼良）
- ドリーム盤（九州・山口・沖縄限定盤）（CD、ZXRC-1036）
  - ばってん少女。
  - 夢のキャンバス
- アツか盤（九州・山口・沖縄限定盤）（CD、ZXRC-1037）
  - ばってん少女。
  - アツか夏きたばい!
- ばってん盤（Loppi・HMV全国盤）（CD、ZXRC-1038）
  - ばってん少女。
  - 夢のキャンバス
  - アツか夏きたばい!

### 1stシングル『おっしょい!』
『おっしょい!』は、2016年4月20日にColourful Recordsから発売されたばってん少女隊のメジャーデビューシングル。オリコン・ウィークリーランキング10位。
（ばってん少女隊：希山愛、上田理子、春乃きいな、瀬田さくら、西垣有彩、星野蒼良）
- 【初回限定盤】見んしゃい盤（CD+DVD、VIZL-959）
  - CD
    - おっしょい!（作詞・作曲・編曲：渡邊忍（ASPARAGUS））
    - 知っとっちゃん（作詞・作曲・編曲：中谷信行）

  - DVD
- 【通常盤】聴きんしゃい盤（CD、VICL-37160）
  - CD
    - おっしょい!
    - 知っとっちゃん
    - さよならDESTINY（作詞・作曲・編曲：AKIRASTAR）
- 【期間限定生産盤】ホークスとごいっしょ盤（CD、VICL-37161）
  - CD
    - おっしょい!
    - 知っとっちゃん
    - いざゆけ若鷹軍団（作詞：原田種良、補作詞：森由里子、作曲：富山光弘、編曲：AKIRASTAR）

### 2ndシングル『よかよかダンス』
『よかよかダンス』は、2016年9月14日にColourful Recordsから発売されたばってん少女隊のメジャー2ndシングル。オリコン・ウィークリーランキング10位。
（ばってん少女隊：希山愛、上田理子、春乃きいな、瀬田さくら、西垣有彩、星野蒼良）
- 【初回生産限定盤】見んしゃい盤（CD+DVD、VIZL-1027）
  - CD
    - よかよかダンス（作詞・作曲：小野武正（KEYTALK）、編曲：NARASAKI）
    - フレッ!フレッ!フレンズ（作詞・作曲・編曲：AKIRASTAR）

  - DVD
- 【初回生産限定盤】手をつないで盤（CD、VICL-37207）
  - CD
    - よかよかダンス!
    - 君の手（作詞：中谷信行・川之上智子、作曲・編曲：中谷信行）
- 【初回生産限定盤】ドラゴンボール超とごいっしょ盤（CD、VICL-37208）
  - CD
    - よかよかダンス!
    - でてこい とびきり ZENKAIパワー!（作詞：荒川稔久、作曲：池毅、編曲：NARASAKI）
- 【通常盤】聴きんしゃい盤（CD、VICL-37209）
  - CD
    - よかよかダンス!
    - フレッ!フレッ!フレンズ
    - 君の手
    - でてこい とびきり ZENKAIパワー!

### 3rdシングル『すぺしゃるでい』
『すぺしゃるでい』は、2017年2月15日にColourful Recordsから発売されたばってん少女隊のメジャー3rdシングル。オリコン・ウィークリーランキング5位。
（ばってん少女隊：希山愛、上田理子、春乃きいな、瀬田さくら、西垣有彩、星野蒼良）
- 【初回生産限定盤】見んしゃい盤（CD+DVD、VIZL-1101）
  - CD
    - すぺしゃるでい（作詞：MELON、作曲・編曲：4106xxx（SCAFULL KING、BRAZILIANSIZE））
    - コトバテニス（作詞・作曲：三原康司（フレデリック）、編曲：フレデリック）

  - DVD
- 【初回生産限定盤】つたえたい盤（CD、VICL-37241）
  - CD
    - すぺしゃるでい
    - コトバテニス
    - ころりん HAPPY FANTASY（作詞・作曲：麻方詩乃、編曲：Will Mayfield）
- 【初回生産限定盤】ころりん盤（CD、VICL-37242）
  - CD
    - すぺしゃるでい
    - ころりん HAPPY FANTASY
- 【通常盤】聴きんしゃい盤（CD、VICL-37243）
  - CD
    - すぺしゃるでい
    - コトバテニス
    - ころりん HAPPY FANTASY

### 4thシングル『MEGRRY GO ROUND』
『MEGRRY GO ROUND』は、2017年12月6日にColourful Recordsから発売されたばってん少女隊のメジャー4thシングル。オリコン・ウィークリーランキング10位。
歌詞中の「シュミレーション」は、良くあるシ「ミュ」レーションを間違えた言葉。
（ばってん少女隊：希山愛、上田理子、春乃きいな、瀬田さくら、西垣有彩、星野蒼良）
- 【初回生産限定】見んしゃい盤（CD+Blu-ray、VIZL-1281）
  - CD
    - MEGRRY GO ROUND（作詞・作曲：三原康司、編曲：フレデリック）
    - Going My Way（作詞・作曲：麻方詩乃、編曲：Will Mayfield）

  - DVD
- 【通常盤】聴きんしゃい盤（CD、VICL-37340）
  - CD
    - MEGRRY GO ROUND
    - Going My Way
    - 己MYself（作詞・作曲・編曲：渡邊忍）
- 【初回生産限定】ちょ〜しゅ〜ハスキー盤（CD、VICL-37341）
  - CD
    - MEGRRY GO ROUND
- 【初回生産限定】怪獣黒帯盤（CD、VICL-37342）
  - CD
    - MEGRRY GO ROUND
- 【初回生産限定】春のセーター盤（CD、VICL-37343）
  - CD
    - MEGRRY GO ROUND

### 5thシングル『無敵のビーナス』
『無敵のビーナス』は、2018年5月9日にColourful Recordsから発売されたばってん少女隊のメジャー5thシングル。オリコン・ウィークリーランキング6位。
（ばってん少女隊：希山愛、上田理子、春乃きいな、瀬田さくら、西垣有彩、星野蒼良）
- 【初回生産限定】見んしゃい盤（CD+Blu-ray、VIZL-1375）
  - CD
    - 無敵のビーナス（作詞：高橋久美子、作曲：阪井一生、編曲：鈴木Daichi秀行）
    - bye bye bye（作詞・作曲・編曲：ヤマモトショウ）

  - DVD
- 【通常盤】聴きんしゃい盤（CD、VICL-37380）
  - CD
    - 無敵のビーナス
    - bye bye bye
    - ススメ！MIGHTY GIRL（作詞・作曲・編曲：クスミヒデオ）
- 【初回生産限定】ちょ〜しゅ〜ハスキー盤（CD、VICL-37381）
  - CD
    - 無敵のビーナス
- 【初回生産限定】怪獣黒帯盤（CD、VICL-37382）
  - CD
    - 無敵のビーナス
- 【初回生産限定】春のセーター盤（CD、VICL-37383）
  - CD
    - 無敵のビーナス

### 6thシングル『BDM』
『BDM』は、2018年11月21日にColourful Recordsから発売されたばってん少女隊のメジャー6thシングル。オリコン・ウィークリーランキング7位。
（ばってん少女隊：希山愛、上田理子、春乃きいな、瀬田さくら、西垣有彩、星野蒼良）
- 【初回生産限定】見んしゃい盤（CD+Blu-ray、NZS-765）
  - CD
    - BDM（作詞・作曲：小野武正（KEYTALK）、編曲：masasucks）
    - スターダスト（作詞：sugarhigh18、作曲・編曲：4106xxx）

  - DVD
- 【通常盤】聴きんしゃい盤（CD、VICL-37443）
  - CD
    - BDM
    - スターダスト
    - ハカタダンスホールベイベー（作詞：ユリナダゴールドディッガー、作曲：松田岳二、編曲：松田“チャーベ"岳二）
- 【初回生産限定】ちょ〜しゅ〜ハスキー盤（CD、VICL-37444）
  - CD
    - BDM
- 【初回生産限定】怪獣黒帯盤（CD、VICL-37445）
  - CD
    - BDM
- 【初回生産限定】春のセーター盤（CD、VICL-37446）
  - CD
    - BDM

### ばりかたプライド
『ばりかたプライド』は、2021年5月21日にBATTEN Recordsから発売されたばってん少女隊のシングル。エムカード（ダウンロードカード形式）および配信シングルにてリリースされた。
2021年4月2日に新メンバー2人が加入し6人体制（希山愛、上田理子、春乃きいな、瀬田さくら、蒼井りるあ、柳美舞）となってから初の楽曲リリースである。
作詞・作曲：ANDW。
2021年5月20日にティザー動画を公開した。
エムカード（ダウンロードカード BTRC-1004）はカード絵柄が全7種ある。ダウンロードコンテンツは『ばりかたプライド』音源と、「絵柄別ランダムボイス 1種」（各絵柄全4種のうち、1種）となっている。

### FREEな波に乗って
『FREEな波に乗って』（フリーな なみに のって）は、2021年7月4日にBATTEN Recordsから発売されたばってん少女隊のシングル。
エムカード（ダウンロードカード形式）および配信シングルにてリリースされた。
福岡県出身の松隈ケンタが作曲。作詞は永井葉子。2021tvk高校野球神奈川大会中継テーマソング。
2021年7月10日にTeaserMovie、8月25日に6周年記念ライブの動画 を公開した。
エムカード（ダウンロードカード BTRC-1005）はカード絵柄が全7種ある。ダウンロードコンテンツは『FREEな波に乗って』音源のほかに、メンバー絵柄の場合は「絵柄別ランダムボイスver.夏 1種」（各絵柄全4種のうち、1種）、集合絵柄の場合は「固定ボイス1種＋あたりが出たらもう1種！」となっている。

### わたし、恋始めたってよ！
『わたし、恋始めたってよ！』（わたし、こいはじめたってよ）は、2021年11月10日にBATTEN Recordsから発売されたばってん少女隊のシングル。エムカード（ダウンロードカード形式）および配信シングルにてリリースされた。
2021年12月度 有線J-POPお問い合わせランキング第1位。
週間 USEN HIT J-POPランキング 第2位（2021年12月15日発表）
第10回アイドル楽曲大賞2021 インディーズ/地方アイドル楽曲部門 第1位
「切なくキュートなサビ、まるで会話のようなラップパートが、ソリッドなビートと共に淀みなく展開し、聴き進めるほどにばっしょーの淡い恋の世界に引き込まれていく楽曲」と紹介されている。
『OiSa』と同じく、渡邊忍（ASPARAGUS）が作詞・作曲、全てのサウンドを手がけ、振付を振付稼業air:manが担当した。
楽曲を提供した渡邊忍は「（ばってん少女隊メンバーのパーソナルな部分は）個人的な印象として普段からなんでも積極的に言いたいことを言うというよりは、大切な想いはそっと心の中にしまっておいてライブなどでその想いを大爆発させるみたいな雰囲気を感じています。」「そっと恋をして、そっと涙して、好きなのに『好きと言えない』んじゃなくて『好きと言わない』切ない恋の曲」とコメントしている。
2021年10月30日にティザー動画、11月10日にMusic Video、12月10日にMusic Videoのメイキング動画、2022年1月10日にこぼれエピソード集動画を公開した。
Music Videoのディレクターは斉藤友和。長崎県の壱岐島を舞台にシステマティックなダンスに無機質な表情を浮かべるメンバーが、与えられた感情のかけらを食べることで「嫌悪」「恐怖」「悲しみ」「驚き」「怒り」「喜び」といった人間の持つ6つの感情をあらわにし、徐々にそれらが混ざり合い想いが複雑になっていくといった内容で、恋をした時に様々な感情が溢れ出し複雑になっていく様子を6人の演技で魅せたショートムービーのような作品となっている。ジャケットも、それを表現したものとなっていて、「嫌悪」を春乃、「恐怖」を上田、「悲しみ」を柳、「驚き」を希山、「怒り」を瀬田、「喜び」を蒼井が担当している。協力：壱岐市観光連盟。
エムカード（ダウンロードカード）には「動画盤」（BTRC-1007）と「通常盤」（BTRC-1006）の2タイプある。
動画盤
集合絵柄1種
ダウンロードコンテンツ：「わたし、恋始めたってよ！」（音源）、「6周年記念ライブ　オフショット映像」（20min程度）
通常盤
メンバー個別6種・集合絵柄3種
ダウンロードコンテンツ（絵柄共通）：「わたし、恋始めたってよ！」（音源）、「絵柄対象のメンバーランダムボイス 1ファイル」（集合絵柄は全員のランダムボイス 1ファイル）

### OiSa -2021 ver.-
『OiSa -2021 ver.-』は、2021年12月4日にBATTEN Recordsから発売されたばってん少女隊のシングル（BTRC-1008）。12月1日に先行配信リリースされた。2020年のアルバム「ふぁん」のリード曲『OiSa』を、2021年4月に加入した蒼井りるあと柳美舞を含めた新体制で再収録したバージョンが『OiSa -2021 ver.-』である。
DMM動画にてミュージックビデオ「【VR】ばってん少女隊『OiSa』 in The Infinite Crystal Universe」が独占配信されている。
収録曲
1. OiSa -2021 ver.-
2. ばりかたプライド:
3. FREEな波に乗って

### YOIMIYA
『YOIMIYA』（よいみや）は、2022年3月18日にBATTEN Recordsから発売されたばってん少女隊のシングル。
エムカード（ダウンロードカード形式）および配信シングルにてリリースされた。
「和楽器の音色が印象的なダンスビートに乗せて祭前日の宵宮（よいみや）の情景を、メンバーのはんなりとした歌とメロディで展開していく楽曲で、クラブミュージックと日本の夜祭りの空気感がマッシュアップされた、お祭りディスコチューンに仕上がりました。」と紹介されている。
プロデュースはケンモチヒデフミ（水曜日のカンパネラ）で、「祭りの前夜のワクワク感、幼い時の記憶と変わらない街並みの懐かしさ、意外な人との再会、夜風の香り。お祭りそのものはもちろん、その中で起こる様々なエピソードもなかなかに風情があって、後で思い出になったりするものです。そんな悲喜こもごものノスタルジーを歌詞に込めて、ガッツリ踊れるスタイリッシュなダンスミュージックにしてみました。（略）」とコメントした。
振付を振付稼業air:manが担当した。
3月17日にMusic Videoを公開した。ディレクター：安藤大悟。協力：佐賀県フィルムコミッション、祐徳稲荷神社。佐賀県鹿島市・祐徳稲荷神社、門前商店街、佐賀県太良町・大魚神社海中鳥居にて撮影。3月23日にMV Makingを公開。

### 虹ノ湊
『虹ノ湊』（こうのみなと）は、2022年6月29日にBATTEN Recordsから発売されたばってん少女隊のシングル。
エムカード（ダウンロードカード形式）および配信シングルにてリリースされた。
作詞・作曲は福岡県宗像市出身でむなかた応援大使を務めるラッパーRin音。振付は福岡出身のダンサーyurinasiaが主宰するダンスクルー・jABBKLABに所属し、ばってん少女隊と同世代である10代の振付師cocoroyenが担当した。タイトルの「虹ノ湊」は、ばってん少女隊が観光大使、Rin音が応援大使を務める宗像市にある港・神湊（こうのみなと）が由来である。
6月28日にミュージックビデオを公開した。撮影地は宗像市・神湊と奄美大島の2カ所、ボーカルやサウンドにはソニーの立体音響技術を使った「360 Reality Audio（サンロクマル・リアリティオーディオ）」を採用した。協力：鹿児島県大和村（奄美大島）、民宿さんごビーチ、宗像市 神湊漁港。

### あんたがたどこさ〜甘口しょうゆ仕立て〜
『あんたがたどこさ〜甘口しょうゆ仕立て〜』は、2023年7月28日にBATTEN Recordsから発売されたばってん少女隊のシングル。
エムカード（ダウンロードカード形式）および配信シングルにてリリースされた。
作曲は4thアルバム「九祭」のリード曲「御祭sawagi」を手がけたPARKGOLF。作詞はchelmicoのRachel。振付は振付稼業air:manが担当した。
おなじみの童歌「肥後手まり唄」をダンスミュージックに昇華したナンバー。
7月27日にミュージックビデオを公開した。撮影地は大分県臼杵市にあるフンドーキン醤油株式会社のグループ会社である大分醤油協業組合工場内。ディレクターをきゃりーぱみゅぱみゅ、SHISHAMO、アイナ・ジ・エンド等、多数のミュージックビデオを演出を手掛けたマルルーンが担当。

### ヒナタベル
『ヒナタベル』は、2023年11月6日にBATTEN Recordsから発売されたばってん少女隊のシングル。
「ヒナタベル」は、宮崎県（日向）を舞台に、九州ならではのクリスマスソングをテーマに制作され、九州出身でメンバーと同世代のラッパー A夏目が作詞を手がけた。MVは全編が宮崎県で撮影され、音声はソニーの360立体音響技術を使った新しい音楽体験「360 Reality Audio」を採用した。
カップリングの「でんでらりゅーば！」は、「和・華・蘭」を手掛けたDaoko&GuruConnectによって制作され、九州の中でも特に長崎でなじみ深い手遊び歌「でんでらりゅうば」をフィーチャーした楽曲になっている。ばってん少女隊メンバーの春乃きいなは小学生の頃から手遊び歌「でんでらりゅうば」に親しみ、九州ゆかりの童謡をサンプリングする企画で春乃が推薦したのをきっかけに楽曲が生まれた。
エムカードには特典映像 JAPAN EXPO PARIS 2023 番外編「ばってん少女隊が行くフランス・パリ」が収録された。

### ureshiino
『ureshiino』は、2024年3月22日にBATTEN Recordsから発売されたばってん少女隊のシングル。佐賀県嬉野市に伝わる豊玉姫の伝説から着想を得て制作された楽曲は、作詞・作曲・編曲・MIXをKBSNK（TEMPLIME Limre）が担当した。

### トライじん
『トライじん』は、2024年6月26日にBATTEN Recordsから発売されたばってん少女隊のシングル。
表題曲は「さがしもの」「YOIMIYA」と同じくケンモチヒデフミ（水曜日のカンパネラ）が手掛け、大陸を渡って九州をはじめ日本に重要な文化を伝えた「渡来人」をテーマにしている。
2曲目の「サニー・サイド・スリープオーバー」は、宮崎県高千穂町にルーツがあるとされる「天岩戸伝説」をモチーフに、ウ山あまねが提供した楽曲である。

### 進め！乙女は止まらない
『進め！乙女は止まらない』は、2025年7月25日にBATTEN Recordsから発売されたばってん少女隊のシングル。作詞・作曲は田中隼人 長沢知亜紀、編曲はPARKGOLF。「泣いても立ち上がる少女たちの勇気」を描いたアッパーチューン。リリース日にミュージックビデオが公開された。

## アルバム
小目次: ますとばい - BGM - ふぁん - 九祭 - 九伝
Colourful Recordsから2枚、BATTEN Recordsから3枚のアルバムCDをリリースしている。

### 1stアルバム『ますとばい』
『ますとばい』は、2017年6月21日にColourful Recordsから発売されたばってん少女隊の1stアルバム。【初回限定盤】ますと盤、見んしゃい盤、聴きんしゃい盤の3形態でリリースされた。オリコン・ウィークリーランキング15位。
販売形態
【初回限定盤】ますと盤（VIZL-1182）：CD+インストCD＋Photobook+Blu-ray
見んしゃい盤（VIZL-1183）：CD+Blu-ray
聴きんしゃい盤（VICL-64806）：CDのみ
（ばってん少女隊：希山愛、上田理子、春乃きいな、瀬田さくら、西垣有彩、星野蒼良）
| #   | タイトル                           | 作詞                     | 作曲                                   | 編曲                                   |
| --- | ---------------------------------- | ------------------------ | -------------------------------------- | -------------------------------------- |
| 1.  | 「おっしょい!」                    | 渡邊忍（ASPARAGUS）      | 渡邊忍（ASPARAGUS）                    | 渡邊忍（ASPARAGUS）                    |
| 2.  | 「ばってん少女。(ますとばいver.)」 | AKIRASTAR                | AKIRASTAR                              | AKIRASTAR                              |
| 3.  | 「びびび美少女」                   | ヤマモトショウ           | ヤマモトショウ                         | 宮野弦士                               |
| 4.  | 「夢のスコール」                   | 児玉雨子                 | 吉田哲人                               | 吉澤幸男（GAGAKIRISE）                 |
| 5.  | 「STORM!」                         | ノマアキコ               | 松隈ケンタ                             | SCRAMBLES                              |
| 6.  | 「ますとばい!」                    | AKIRASTAR                | AKIRASTAR                              | AKIRASTAR                              |
| 7.  | 「とーと。」                       | 松田岳二                 | 松田岳二                               | 松田岳二                               |
| 8.  | 「コトバテニス」                   | 三原康司（フレデリック） | 三原康司（フレデリック）               | フレデリック                           |
| 9.  | 「のびしろ行進曲」                 | 中谷信行・川之上智子     | 中谷信行                               | 中谷信行                               |
| 10. | 「乙女ノ手札」                     | 理姫（アカシック）       | 4106xxx（SCAFULL KING、BRAZILIANSIZE） | 4106xxx（SCAFULL KING、BRAZILIANSIZE） |
| 11. | 「よかよかダンス」                 | 小野武正（KEYTALK）      | 小野武正（KEYTALK）                    | NARASAKI                               |
| 12. | 「すぺしゃるでい」                 | MELON                    | 4106xxx（SCAFULL KING、BRAZILIANSIZE） | 4106xxx（SCAFULL KING、BRAZILIANSIZE） |
| 13. | 「but-show TiME」                  | 渡邊忍（ASPARAGUS）      | 渡邊忍（ASPARAGUS）                    | 渡邊忍（ASPARAGUS）                    |

### 2ndアルバム『BGM』
『BGM』（ビー・ジー・エム）は、2019年6月19日にColourful Recordsから発売されたばってん少女隊の2ndアルバム。【初回限定生産盤】見んしゃい盤、【通常盤】聴きんしゃい盤の2形態でリリースされた。オリコン・ウィークリーランキング8位。
場所や時間を選ばず、より多くの人の生活の“background music”となるように思いを込めて「BGM」と名付けられた。
ナタリー とReal Sound にインタビューが掲載された。
販売形態
【初回限定生産盤】見んしゃい盤（VIZL-1609）：CD2枚組+Blu-ray+ブックレット+専用イベントチケット
【通常盤】聴きんしゃい盤（VICL-65217）：CDのみ
（ばってん少女隊：希山愛、上田理子、春乃きいな、瀬田さくら、西垣有彩、星野蒼良）
| #   | タイトル                                                                          | 作詞                       | 作曲      | 編曲               |
| --- | --------------------------------------------------------------------------------- | -------------------------- | --------- | ------------------ |
| 1.  | 「Prologue -Message from Outta Space- （ばってん少女隊・Josh from outta space）」 |                            |           |                    |
| 2.  | 「BDM」                                                                           | 小野武正                   | 小野武正  | masasucks          |
| 3.  | 「Killer Killer Smile」                                                           | ユウキ                     | 太田晴之  | masasucks          |
| 4.  | 「6STARS」                                                                        | TAITAN                     | ARAKI     | masasucks          |
| 5.  | 「崇シ増シ×××物語」                                                               | TAKUYA                     | TAKUYA    | TAKUYA             |
| 6.  | 「己MYself」                                                                      | 渡邊忍                     | 渡邊忍    | 渡邊忍             |
| 7.  | 「MEGRRY GO ROUND」                                                               | 三原康司                   | 三原康司  | フレデリック       |
| 8.  | 「無敵のビーナス」                                                                | 高橋久美子                 | 阪井一生  | 鈴木Daichi秀行     |
| 9.  | 「ハカタダンスホールベイベー」                                                    | ユリナダゴールドディッガー | 松田岳二  | 松田“チャーベ"岳二 |
| 10. | 「スターダスト」                                                                  | sugarhigh18                | 4106xxx   | 4106xxx            |
| 11. | 「Number Shot」                                                                   | masasucks                  | masasucks | masasucks          |
| 12. | 「FORCES」                                                                        | Tomomi                     | 宗本康兵  | 宗本康兵           |

Killer Killer Smile
CHAIのユウキが、ばってん少女隊のメンバーに今考えている事、好きな事などのアンケートを取り、そのアンケートのワードをチョイスしながら作詞した楽曲。
2019年6月18日にミュージックビデオを 公開した。平成に誕生したアイドルが、衣装として初めて和服を取り入れた、時代の変わり目である“令和”を意識した作品。

6STARS
ロックスターズ。2019年3月13日に初のデジタルシングルとしてリリース。全国Zeppツアーのために書き下ろされた楽曲で、グループの新たな音楽活動の指針「BDM（BATTEN×DANCE×MUSIC）」を体現したロックチューン。
「崇シ増シ×××物語」
読み方は、xxxの部分は読まずに、「タカシマシモノガタリ」と読む

### 4thアルバム『九祭』
『九祭』（きゅうさい、CUE-SAI）は、2022年10月19日にBATTEN Recordsから発売されたばってん少女隊の4thアルバム。2021年に新メンバーの蒼井りるあと柳美舞が加入してから初めてリリースしたアルバムとなる。
2022年10月31日付 オリコン週間 アルバムランキング 9位、10月26日付 Billboard Japan Hot Albums 10位。
3月からメンバーそれぞれに九州各県のPRを担当する「担当県」を割り当て、5月には九州7県を巡るライブツアー「九州7ツアー」を開催した。
九州各県をイメージ・コンセプトに生み出された楽曲など12曲を収録している。「日本らしい音とは何か」と「和の要素をいかに他と混ぜ合わせて新しい音を作るか」をテーマに、九州全県の魅力をダンスミュージックとして昇華させた意欲的な作品である。
10月16日に九州のFM7局（FM福岡、FM佐賀、FM長崎、FM大分、FM熊本、FM宮崎、FM鹿児島）で「FMばってん放送局〜ニューアルバム『九祭』リリース直前大集合スペシャル」が放送された。
封入特典トレカは19種、6人集合1種、上田、瀬田ペア2種、希山、柳ペア2種、春乃、蒼井ペア2種、ソロで6人が、ノーマルとラメ入り別図柄各1種(ラメはレアカード)
| #   | タイトル                     | 作詞                                   | 作曲                                   |
| --- | ---------------------------- | -------------------------------------- | -------------------------------------- |
| 1.  | 「OiSa (2021 ver.)」         | 渡邊 忍（ASPARAGUS）                   | 渡邊 忍（ASPARAGUS）                   |
| 2.  | 「わたし、恋始めたってよ！」 | 渡邊 忍                                | 渡邊 忍                                |
| 3.  | 「YOIMIYA」                  | ケンモチヒデフミ（水曜日のカンパネラ） | ケンモチヒデフミ（水曜日のカンパネラ） |
| 4.  | 「御祭sawagi」               | ASOBOiSM                               | PARKGOLF ASOBOiSM                      |
| 5.  | 「さがしもの」               | ケンモチヒデフミ                       | ケンモチヒデフミ                       |
| 6.  | 「和・華・蘭」               | Daoko                                  | GuruConnect Daoko                      |
| 7.  | 「沸く星」                   | 没 a.k.a NGS（Dos Monos） uami         | 没 a.k.a NGS uami                      |
| 8.  | 「Bright & Breezy」          | YonYon                                 | YonYon DÉ DÉ MOUSE                     |
| 9.  | 「南風音頭」                 | 村里 杏 サトウ ショウゴ                | サトウ ショウゴ                        |
| 10. | 「禊 the MUSIC」             | 渡邊 忍                                | 渡邊 忍                                |
| 11. | 「虹ノ湊」                   | Rin音                                  | Rin音 Taro Ishida                      |
| 12. | 「OiSa PARKGOLF REMIX」      |                                        |                                        |

OiSa (2021 ver.)

ばってん少女隊全員の担当県となっている福岡県がモチーフ。
わたし、恋始めたってよ！

YOIMIYA

御祭sawagi
おまつりさわぎ。柳美舞が担当県となっている熊本県がモチーフ。
熊本県八代市にある八代神社で毎年11月に開催される「妙見祭」をテーマに制作された。
九州出身で作詞・共作曲のASOBOiSMは「タイトルの通り、聞いた人がワクワクするような『祭』をイメージして書いた」という。
熊本県民テレビ「サタココ」11月度エンディングテーマ
週間 USEN HIT SNSランキング 10月26日付 9位、11月23日付 5位
10月18日にMusic Videoが公開された。協力：八代妙見祭保存振興会、中嶋町獅子舞保存会、山鹿灯籠踊り（山鹿市商工観光課）、国立阿蘇青少年交流の家、桜プランニング。
MVは阿蘇の自然や燃え盛る炎をバックに、「妙見祭」の行列で実際に使用されている獅子とばってん少女隊がお祭り騒ぎを繰り広げる内容。
さがしもの
蒼井りるあが担当県となっている佐賀県がモチーフ。
佐賀県佐賀市の嘉瀬川河川敷を主会場として毎年秋に開催される「佐賀インターナショナルバルーンフェスタ」をテーマに制作された。
11月3日に佐賀インターナショナルバルーンフェスタのFM佐賀開局30周年「バルーンミュージックステージ」にばってん少女隊が出演し、この曲を披露した。ステージの模様は11月20日にFM佐賀の特別番組として放送された。
FM佐賀「Gat's Morning!」「CHANGE」の番組内ウィークリーリコメンド楽曲（10月10-14日）
11月7日よりカラオケDAMで配信
和・華・蘭
わ・か・らん。春乃きいなが担当県となっている長崎県がモチーフ。
「和華蘭文化」とも呼ばれる長崎の異国情緒と文化交流をテーマにした楽曲。
共作曲のGuruConnectは「オリエンタル＆ちょっと大人な雰囲気を意識した」、作詞・共作曲のDaokoは「ラップやメロディは、GuruConnectさんのクールなダンスサウンドからのフィーリングと、ばってん少女隊のメンバーさんが歌ってる姿を想像していたら自然と湧き上がってきた」とコメントしている。
歌詞に登場するキーワード：ランタンフェス（長崎ランタンフェスティバル）、ハウステンボス、大浦天主堂
沸く星
わくせい。上田理子が担当県となっている大分県がモチーフ。
uamiと共作した没 a.k.a NGS（Dos Monos）は「（大分は）温泉はもちろん、空に風が吹き抜けていく県というイメージがありました。今は宇宙産業が発展しつつあるとのことで、その風がそのまま宇宙につながるような曲にしようと思いました。サビを作ったuamiに影響を受けて『大分に漂着した異星人の救済』というテーマも付け加えました。（一部略）」とコメントした。
歌詞に登場するキーワード：扇山（大平山）火まつり、別府地獄めぐり
Bright & Breezy
瀬田さくらが担当県となっている宮崎県がモチーフ。
作詞・共作曲のYonYon「南国リゾート感を漂わせる、大人オシャレなドライブ曲に仕上がった。宮崎の大自然と天岩戸神話にヒントを得て、葛藤しながらも旅を続ける少女達を描いた」、共作曲のDÉ DÉ MOUSEは「可愛らしさとちょっと大人な感じが出るように何度もリアレンジして完成させた」と語る。
10月29日に宮崎市青島リゾートこどものくにで開催された「THE DROP FESTIVAL 2022 in Japan」のステージにて披露された。
歌詞に登場するキーワード：フェニックス（宮崎県の木）、ランタンナイト（宮崎市で毎年8月に開催される「みやざきグルメとランタンナイト」）、天照（天照大神）
南風音頭
みなみかぜおんど。希山愛が担当県となっている鹿児島県がモチーフ。
共作詞・作曲のサトウ ショウゴは「（メンバー）一人一人の個性が見事に混ざりあい、日本民謡×ディスコな、とてもユニークな楽曲が完成した」とコメントした。
歌詞に登場するキーワード：桜島、与論（与論島）、もいしょれ・めんしょり・ゆーうもちゃや（奄美群島の方言で「いらっしゃい」）、天文館、白くま、指宿（指宿温泉）、つばめ (列車)
禊 the MUSIC
みそぎ・ザ・ミュージック。楽曲を提供した渡邊 忍は「今回は『禊』というお題をいただき、それに沿って曲を作っていくという作業でした。彼女たちにとっての『禊』とは『ライブ』だとボクは感じ、このような曲に仕上がりました。そしてそのライブを体感した僕らも次第に禊がれ浄化されていく、そんな想いも込めました。」とコメントした。
虹ノ湊
こうのみなと。
OiSa PARKGOLF REMIX
PARKGOLFによる『OiSa』のリミックス。

### 5thアルバム『九伝』
『九伝』（きゅうでん）は、2024年11月13日にBATTEN Recordsから発売されたばってん少女隊の5thアルバム。九州の伝統、伝承文化をダンスミュージックで伝えていこうをテーマに、10曲が収録されている。
| #   | タイトル                                   | 作詞                 | 作曲                 |
| --- | ------------------------------------------ | -------------------- | -------------------- |
| 1.  | 「トライじん」                             | ケンモチヒデフミ     | ケンモチヒデフミ     |
| 2.  | 「My神楽」                                 | ASOBOiSM             | PARKGOLF             |
| 3.  | 「it's 舞 calling」                        | 渡邊 忍（ASPARAGUS） | 渡邊 忍（ASPARAGUS） |
| 4.  | 「ureshiino」                              | KBSNK                | KBSNK                |
| 5.  | 「でんでらりゅーば！」                     | Daoko                | GuruConnect Daoko    |
| 6.  | 「サニー・サイド・スリープオーバー」       | ウ山あまね           | ウ山あまね           |
| 7.  | 「あんたがたどこさ〜甘口しょうゆ仕立て〜」 | Rachel(Chelmico)     | PARKGOLF             |
| 8.  | 「ヒナタベル」                             | A夏目                | Taro Ishida          |
| 9.  | 「BAIKA」                                  | おかもとえみ         | PARKGOLF             |
| 10. | 「でんでらりゅーば！feat.Daoko」           | Daoko                | GuruConnect Daoko    |

My神楽
大分県日田市と神楽文化をテーマにしたリード曲
it's 舞 calling
高千穂峰が舞台となっている神話「天孫降臨」をテーマにグループの未来を祝福する楽曲
でんでらりゅーば！feat.Daoko
「でんでらりゅーば！」の続編。作詞を担当するDaokoがラップを追加し歌唱で参加し、作曲のGuruConnectによってリアレンジされた楽曲で、過去曲を自らアップデート、転生するかのような世界が描き出されている